# عقب‌نشینی نمی‌کنم (فیلم)
عقب‌نشینی نمی‌کنم (به انگلیسی: Won't Back Down) فیلمی محصول سال ۲۰۱۲ و به کارگردانی لوری کولیر است. در این فیلم بازیگرانی همچون مگی جیلنهال، وایولا دیویس، اسکار آیزاک، رزی پرز، هالی هانتر، وینگ ریمز، لنس ردیک، ماریان ژان-بتیست، امیلی آلین لیند، لیزا کولون-زایاس و ند ایزنبرگ ایفای نقش کرده‌اند.